# 国公関連労働組合連合会
国公関連労働組合連合会（こっこうかんれんろうどうくみあいれんごうかい、略称：国公連合（こっこうれんごう）、英語：Japan Public Sector Union、略称：JPSU）は、日本の国家公務員、独立行政法人職員および政府関係企業職員等でつくる産業別労働組合である。日本労働組合総連合会（連合）、公務公共サービス労働組合協議会（公務労協）およびPSI加盟組合日本協議会（PSI-JC）に加盟している。

## 概要
組織対象の労働者は国の行政機関や独立行政法人、政府関係企業（特殊法人）などに勤務する国家公務員を含む職員である（国公労働者と総称）。組合員数は2015年6月30日現在、8万5,783人で、連合加盟の官公労組としては全日本自治団体労働組合、日本教職員組合についで3番目の大きさであり、国公労働者の労働組合（国公労）としては全国労働組合総連合に加盟している日本国家公務員労働組合連合会（国公労連）（オブ加盟除外で約6万9,000人）を超え、最大である。結成後最初に基礎調査の対象となった2002年6月における組合員数は約12万8,000人であり、この13年間で4万2,000人減少した。なお、オブザーバー加盟（オブ加盟）の国会職員組合連合会を加えると8万7,014人である。
組織を置く職域をみると、公務員のみでは、国税労組や税関労組など財務省の職員団体が大きな比重を占めており、国公労連より狭い。一方で、特殊法人一般や在日米軍労働者の労組も国公労連と異なり加盟している。国公連合は加盟単組がない職場の国公労働者も広く組織するため、2004年7月に国公労働者一般を組織する合同労働組合として、国公ユニオンを結成させた。これは他の単組と同様に独立した加盟単組であり、国公連合の機関ではない。

## 歴史
連合結成・総評解散を終着点とする1980年代の労働戦線再編は、それを民間労組が主導したため民間同士の組合統合が進んだが、官公労はかつての厳しい対立もあり統合はほとんど進まなかった。国家公務員の労働組合（国公労）も同様に、旧総評系の日本国家公務員労働組合総連合会（略称：国公総連、1989年10月結成）と旧同盟系の全日本官公職労協議会（全官公）加盟国公労が連合内で分立した。前者には全農林や全開発などが加盟し、後者のグループには国税労組や税関労組などが属した。一方、全国労働組合総連合（全労連）の国公労は国公労連に結集していたため、国公労連は国公産別として連合系より相対的に大きな勢力を有していた。
連合結成から10年近く経過した1990年代末から、連合加盟労組間の交流による対立緩和や勤務条件の悪化を背景として、連合および国公労働運動における影響力拡大のため、連合の国公労間で組織統一の動きが活発化する。公務員共闘（旧総評系）や全官公、連合中央機関の「公務員連絡会」の3官公労共闘組織の協力もあり、2001年10月26日、ついに連合加盟の国公労が結集して国公関連労働組合連合会を結成した。連合との加盟関係の面では、個別直加盟から国公連合を通じた一括加盟に移行した。結成に参加した組合は国公総連や国税労組等、国家公務員を主体とした組合にとどまらず、隣接分野の特殊法人系の政労連と駐留軍関係の全駐労も加わった。当初の公称組合員数は13万5,000人達して国公労連を抜き、国公労働運動における首位組織に躍り出る。国公連合結成後最初の労働組合基礎調査によると、2002年6月現在、国公連合の組合員数は約12万8000人、国公労連は11万2000人となっている。ただし、国公連合から政労連と全駐労を引くと、約8万1000人となる。
ただし、連合・全官公加盟の国土交通省職員組合（国交職組）と総理府統計局労働組合（統計労組）は国公連合結成に加わらなかったため、この時点では連合系国公労の完全統一は果たされていない。1年後の2002年10月に国土交通省職員組合（国交職組）が遅れて加盟した。また、統計労組は2005年3月、統計センターが独立行政法人に移行したことに伴い、組合員が極端に減少して組合を維持できなくなり、解散、連合から脱退した。こうして連合内の国公労は国公連合に完全統一された。
2011年10月12日、加盟組織の国公総連は第23回定期大会で解散を決定し、翌日13日の国公連合第11回定期大会にて旧国公総連加盟の5組合は国公連合に直加盟することになった。国公連合による国公労働運動の強化を図るための発展的解散と説明しており、組織構成の単一化が進んだ。
2011年3月の東日本大震災を受けて、菅内閣は復興財源の確保を理由に、2011年度から3年間国家公務員給与を1割程度引き下げる方針を打ち出し、5月から国公労との交渉をはじめた。国公連合は棚村博美中央執行委員長を責任者として、公務員連絡会の他組合とともに片山善博総務相との交渉に臨んだ。5月23日、団体協約締結権付与を柱とする公務員制度改革法と同時に成立させることや、地方公務員への波及を強制しないことを条件に、3年間、一般職で平均7.8%の給与減額法に同意した。なお、もう一方の国公産別である国公労連は政府案を拒否し、政府側は6月2日に交渉を一方的に打ち切った。翌日3日、菅内閣は国公連合との合意内容に沿った法案を閣議決定し、国会に提出した。

## 加盟組合
| 組合名                   | 略称       | 組合員数          |
| ------------------------ | ---------- | ----------------- |
| 国税労働組合総連合       | 国税労組   | 26,435            |
| 政府関係法人労働組合連合 | 政労連     | 22,928            |
| 全農林労働組合           | 全農林     | 15,992            |
| 全駐留軍労働組合         | 全駐労     | 13,806            |
| 日本税関労働組合         | 税関労組   | 4,786             |
| 全財務労働組合           | 全財務     | 2,681             |
| 全北海道開発局労働組合   | 全開発     | 2,061             |
| 沖縄国家公務員労働組合   | 沖縄国公労 | 702               |
| 国土交通省職員組合       | 国交職組   | 620               |
| 財務省職員組合           | 財務職組   | 300               |
| 金融庁職員組合           | 金融庁職組 | 19                |
| 全環境省職員労働組合     | 全環境職組 | 13                |
| 国会職員組合連合会       | 国会職連   | 1,231（オブ加盟） |

- 国税労組

国税庁の労働組合の連合体で、国公連合加盟単組として、また、単一の省庁で組織された国公労としても、最大の組合員数である。旧大蔵省関係機関の労組でつくる全大蔵労働組合連絡協議会（略称:全大蔵労連）に加盟している。旧加盟ナショナルセンターは全日本労働総同盟（同盟）。また、公務労協結成（2003年10月）まで全官公に加盟していた。1989年10月15日結成。
- 政労連

独立行政法人や特殊法人等政府関係企業の労働組合の連合体。旧加盟ナショナルセンターは日本労働組合総評議会（総評）。1960年11月2日結成。
- 全農林

農林水産省関係機関の単一労働組合。旧加盟ナショナルセンターは総評。また、国公総連に2011年10月の解散まで加盟していた。1958年8月22日結成。
- 全駐労

在日米軍基地、関連施設の単一労働組合。旧加盟ナショナルセンターは総評。1946年9月1日結成。
- 税関労組

税関の単一労働組合。全大蔵労連に加盟。旧加盟ナショナルセンターは同盟。また、公務労協結まで全官公に加盟していた。1965年9月19日結成された税関労働組合全国連絡協議会が、1989年10月に税関労働組合全国連合会（税関労連）（各税関単位の労働組合の連合体組織）になり更に、2005年10月に単一労働組合に移行。
- 全開発

北海道開発局の単一労働組合。旧加盟ナショナルセンターは総評。また、国公総連に2011年10月の解散まで加盟していた。1951年8月26日結成。
- 全財務

財務局の単一労働組合。全大蔵労連に加盟。旧加盟ナショナルセンターは総評（1958年10月加盟）。また、国公総連に2011年10月の解散まで加盟していた。全国財務職員組合協議会（全財協）を母体に1954年10月27日、全国単一組織の「全国財務職員組合」として結成され、1961年9月に現名に改称した。1954年結成当初の組合員数は約5,600名で、組織構成は地本1・地協9・支部76、組織率は95%であった。1966年9月に大蔵協議会に、1976年8月には国公労協に加盟した。労戦再編の只中にあった1989年11月に大蔵協議会が解散、これを受けて別系統の全大蔵労連（1981年11月成立）に加盟した。また、1989年10月に国公労協が解散し、国公総連に移行した際は、直ちにはこれに参加せず、翌年10月に加盟した。2011年10月の国公総連解後は国公連合に直加盟し、また後継団体の国公総連連絡会に参加している。
- 国交職組

国土交通省の単一労働組合。1970年2月28日結成された建設省職員組合が、2001年1月6日に国土交通省職員組合となった。
- 沖縄国公労

沖縄にある国の出先機関と独立行政法人の単一労働組合。。旧加盟ナショナルセンターは総評。また、国公総連に2011年10月の解散まで加盟していた。
- 財務職組

財務省本省の単位・単一労働組合組。2009年度を最後に労働組合基礎調査の結果が公表されていない。全大蔵労連に加盟。旧加盟ナショナルセンターは総評。また、国公総連に2011年10月の解散まで加盟していた。
- 金融庁職員組合（略称：金融庁職組）

金融庁の労働組合。2000年6月に結成。国公総連にオブ加盟していたが、活動休止に。2011年9月28日に定期大会が開かれ再建を果たし、同年10月13日の国公連合定期大会にて、他の旧国公総連加盟単組とともに国公連合に正式加盟した。
- 全環境省職員労働組合（略称：全環境職組）

環境省の労働組合。発足間もなく2014年10月の国公連合第14回定期大会で国公連合に加盟した。
- 国公ユニオン

国公労働者全般を組織対象とした合同労働組合。2004年7月20日結成。
オブザーバー加盟
- 国会職員組合連合会（略称：国会職連）

国会職員でつくる労働組合の連合体。衆議院職員組合、参議院職員組合、国立国会図書館職員組合の3単位・単一労働組合が加盟する。旧加盟ナショナルセンターは総評だが、現在はナショナルセンターに加盟していない。

### 旧加盟組合
- 日本国家公務員労働組合総連合会（略称：国公総連）

国公労の連合体で単産。前身は1976年に国家公務員労働組合連絡会議（国公連）から移行した協議会組織の日本国家公務員労働組合協議会（国公労協）で、全農林や全開発など、非国公労連系の総評加盟国公労から構成された。連合結成を目前にひかえた1989年10月20日、国公労協は発展的に解散、新たに連合の国公単産として日本国家公務員労働組合総連合会（国公総連）を結成した。同年11月21日には連合結成に参加。発足当初の加盟組合は全農林・全開発・沖縄国公労・財務職組の4組で、のちの1990年10月に全財務が加盟した。一時期、金融庁職組、国立大ユニオン、鳥取大病院労組などもオブザーバー加盟していた。連合結成から10年以上は連合に直接加盟する国公単産であったが、2001年10月26日の国公連合が結成されると、その一構成組織へと移行した。2011年10月12日の第23回定期大会で、上部組織である国公連合を強化するため、発展的解散を決定した。また、同時に各構成組織による共同行動と交流等を引き続き継続させるための後継組織として「国公総連連絡会」を設置した。解散時の加盟組合は上述の5組合で、それらはすべて翌日13日の国公連合第11回定期大会にて国公連合に直加盟することになった。

## 役員
現在の中央執行委員長は石原富雄（全農林）、書記長は森永栄（国税労組）である。
歴代の中央執行委員長、副中央執行委員長および書記長は下表の通り。括弧内は所属組織を示す。
| 選出大会                          | 中央執行 委員長               | 副中央執行 委員長       | 副中央執行 委員長             | 副中央執行 委員長     | 副中央執行 委員長   | 副中央執行 委員長   | 副中央執行 委員長     | 書記長                  |
| --------------------------------- | ----------------------------- | ----------------------- | ----------------------------- | --------------------- | ------------------- | ------------------- | --------------------- | ----------------------- |
| 第1回定期大会 （2001年）          |                               |                         |                               |                       |                     |                     |                       |                         |
| 第2回定期大会 （2002年）          |                               |                         |                               |                       |                     |                     |                       |                         |
| 第3回定期大会 （2003年）          |                               |                         |                               |                       |                     |                     |                       |                         |
| 第4回定期大会 （2004年）          |                               |                         |                               |                       |                     |                     |                       |                         |
| 第5回定期大会 （2005年）          |                               |                         |                               |                       |                     |                     |                       |                         |
| 第6回定期大会 （2006年10月13日）  | 福田精一 （国公総連・全農林） | 井津井一弘 （国税労組） | -                             | 豊島栄三郎 （政労連） | 山川一夫 （全駐労） | 森隆 （税関労組）   | 竹林和也 （国交職組） | 森永栄 （国税労組）     |
| 第7回定期大会 （2007年）          |                               |                         |                               |                       |                     |                     |                       |                         |
| 第8回定期大会 （2008年10月10日）  |                               |                         |                               |                       |                     |                     |                       |                         |
| 第9回定期大会 （2009年10月15日）  | 森永栄 （国税労組）           | 忠平典幸 （国税労組）   | 棚村博美 （国公総連・全農林） | 豊島栄三郎 （政労連） | 山川一夫 （全駐労） | 新垣修 （税関労組） | 阿部敏雄 （国交職組） | 松瀬純一郎 （国税労組） |
| 第10回定期大会 （2010年10月14日） | 棚村博美 （国公総連・全農林） | 忠平典幸 （国税労組）   | -                             | 豊島栄三郎 （政労連） | 照屋恒夫 （全駐労） | 新垣修 （税関労組） | 加藤順一 （国交職組） | 森永栄 （国税労組）     |
| 第11回定期大会 （2011年10月13日） | 棚村博美 （全農林）           |                         | 大谷貞徳 （全財務）           |                       |                     |                     | 加藤順一 （国交職組） | 森永栄 （国税労組）     |